# Nedging Tye
Nedging Tye is een gehucht in het Engelse graafschap Suffolk. Het maakt deel van de civil parish Nedging With Naughton en district Babergh. Het gehucht telt vier monumentale panden, te weten een schuur ten noorden van Braemar, Jasmine Cottage, Lavender Cottage en Tye Cottage.